# Le Maisnil
Le Maisnil ist eine französische Gemeinde im Département Nord in der Region Hauts-de-France. Sie gehört zum Kanton Annœullin im Arrondissement Lille. Die Bewohner nennen sich Maislinois.

## Geografie
Die Gemeinde Le Maisnil liegt an der Grenze zum Département Pas-de-Calais, 13 Kilometer westlich von Lille. Sie grenzt im Norden an Bois-Grenier, im Nordosten an Radinghem-en-Weppes, im Osten an Beaucamps-Ligny, im Südosten an Fournes-en-Weppes. im Südwesten an Fromelles und im Nordwesten an Fleurbaix.

## Bevölkerungsentwicklung
| Jahr                       | 1962 | 1968 | 1975 | 1982 | 1990 | 1999 | 2006 | 2013 | 2020 |
| Einwohner                  | 287  | 286  | 327  | 498  | 527  | 561  | 538  | 637  | 634  |
| Quellen: Cassini und INSEE |      |      |      |      |      |      |      |      |      |

## Sehenswürdigkeiten
- Kirche Sant-Pierre